# Вальде-Усьєса
Вальде-Усьєса (ісп. Valde-Ucieza) — муніципалітет в Іспанії, у складі автономної спільноти Кастилія-і-Леон, у провінції Паленсія. Населення — 110 осіб (2010).
Муніципалітет розташований на відстані близько 230 км на північ від Мадрида, 42 км на північ від Паленсії.
На території муніципалітету розташовані такі населені пункти: (дані про населення за 2010 рік)
- Міньянес: 22 особи
- Робладільйо-де-Усьєса: 33 особи
- Вільяморко: 10 осіб
- Вільясабар'єго-де-Усьєса: 45 осіб

## Демографія
Динаміка населення (INE ):